# Шарлотта Лембах
Шарлотта Лембах (фр. Charlotte Lembach; нар. 1 квітня 1988 року, Страсбург, Франція) — французька фехтувальниця на шаблях, срібна призерка Олімпійських ігор 2020 року, чемпіонка світу, призерка чемпіонатів світу та Європи.

## Виступи на Олімпіадах
| Олімпіада           | Дисципліна          | Місце |
| ------------------- | ------------------- | ----- |
| Ріо-де-Жанейро 2016 | індивідуальна шабля | 14    |
| Ріо-де-Жанейро 2016 | командна шабля      | 8     |
| Токіо 2020          | індивідуальна шабля |       |
| Токіо 2020          | командна шабля      | 2     |